# Windmotor Nijetrijne 8
De Windmotor Nijetrijne 8 is een poldermolen bij het Fries-Stellingwerfse dorp Nijetrijne, dat in de Nederlandse gemeente Weststellingwerf ligt.
De molen is een Amerikaanse windmotor met een windrad van 12 bladen, waarvan het bouwjaar niet bekend is. Hij staat in het natuurgebied de Rottige Meente, waar Nijetrijne middenin ligt, enkele honderden meters ten zuiden van de N351, niet ver van Voorheen Molen Schokker. De windmotor kan tot op korte afstand worden benaderd.